# 戰時音樂
戰時音樂 是2011由奧勒岡交響樂團進行的音樂會演出和後續發行專輯，由藝術指導卡洛斯．卡爾馬指揮。這場演出由四支因戰爭而啟發的音樂創作組成：查理斯·艾伍士的 The Unanswered Question (1906)、约翰·库利奇·亚当斯‍的The Wound-Dresser (1989)、本杰明·布里顿的Sinfonia da Requiem (1940) and 雷夫·佛漢·威廉斯‍的Symphony No. 4 (1935)。這場演出於2011年5月7、8日於波特蘭 (俄勒岡州)的 Arlene Schnitzer Concert Hall舉行，兩場演出都有發行專輯。而在5月22日，奧勒岡交響樂團在卡内基大厅再次進行演出，作為Spring for Music Festival音樂祭的開幕表演。這場演奏分別由紐約及波特蘭地區的古典音樂電台 KQAC 以及 WQXR-FM 現場即時放送。這場音樂會也是奧勒岡交響樂團作為The Wound-Dresser 的第一場演出，也是男中音Sanford Sylvan和該交響樂團首次合作演出。